# Burr Oak (Michigan)
Burr Oak – wieś w Stanach Zjednoczonych, w stanie Michigan, w hrabstwie St. Joseph.